# 안가연
안가연(安嘉娫, 1989년 11월 6일(음력 10월 8일) ~ )은 대한민국의 희극 배우이자 작가이다. 웹툰 필명은 츄카피.

## 활동

### 방송
- 코미디빅리그
  - 《흔남흔녀》
  - 《학교전설》
  - 《개인주의》 정현수의 애인 역
  - 《멸망 10분전》 강완서의 애인 역
  - 《187》
  - 《바보사랑》
  - 《신의 한수》
  - 《충청도의 힘》
  - 《엑스트라》
  - 《자매들》
  - 《마이 마더》 강유미의 딸 역
  - 《석포빌라 B02호》이진호의 딸 역
  - 《기분나빠》
  - 《너튜브금》

### 웹툰
- 혼밥 혼술 혼자사는 이야기
- 자취로운 생활

### 도서
- 서로 생긴 모습은 달라도 우리는 모두 친구
- 이번 생은 망한 줄 알았지?
- 자취로운 생활 베스트 에피소드